# 탑천로
탑천로(Tapcheon-ro)는 전북특별자치도 군산시 대야면 호원대삼거리에서 익산시 황등면 송하사거리를 잇는 도로이다

## 주요 경유지
전북특별자치도
- 군산시 (대야면 - 임피면 - 서수면) - 익산시 (황등면)

## 노선
전 구간 지방도 제718호선에 속하므로 이에 대한 별도 표기는 생략한다.
| 이름         | 접속 노선              | 소재지 | 소재지          | 비고 |
| ------------ | ---------------------- | ------ | --------------- | ---- |
| 호원대삼거리 | 국도 제26호선 (번영로) | 군산시 | 대야면          |      |
| 계산삼거리   | 서원석곡로             | 군산시 | 임피면          |      |
| 서수사거리   | 항쟁로                 | 군산시 | 서수면          |      |
| 서수 교차로  | 국도 제27호선 (군익로) | 군산시 | 서수면          |      |
| 석화교       |                        | 군산시 | 서수면          |      |
| 장자교       |                        | 군산시 | 서수면          |      |
|              | 익산시                 | 황등면 |                 |      |
| 송하사거리   | 익산시                 | 황등면 | 황등서로 도연길 |      |

## 주요 시설및 건물
- GS25 군산서수점 (전북특별자치도 군산시 서수면 탑천로 604)